# Ryo Nojima
Ryo Nojima (født 5. oktober 1979) er en tidligere japansk fodboldspiller.
Han har spillet for flere forskellige klubber i sin karriere, herunder Kataller Toyama.